# لن ساتن
لن ساتن (انگلیسی: Len Sutton؛ زادهٔ ۹ اوت ۱۹۲۵ در پورتلند، اورگن، درگذشتهٔ ۳ دسامبر ۲۰۰۶ در پورتلند، اورگن) رانندهٔ مسابقات اتومبیل‌رانی اهل ایالات متحده آمریکا بود که در فصل ۱۹۵۶، و دوباره از فصل ۱۹۵۸ تا ۱۹۶۰ در مجموع در چهار گراند پری از مسابقات جهانی فرمول یک شرکت کرد، اما موفق به کسب هیچ امتیازی نشد.
ساتن در ۳ دسامبر ۲۰۰۶ بر اثر ابتلا به سرطان، در خانه‌اش در پورتلند، اورگن درگذشت.